# طريق القاهرة - السويس الصحراوي
طريق القاهرة - السويس الصحراوي أو طريق مصر السويس الصحراوي طريق حر وأحد الطرق الرئيسية في جمهورية مصر العربية، يربط بين العاصمة المصرية القاهرة، ومدينة السويس على مدخل قناة السويس بطول حوالي 106 كم، وتديره الشركة الوطنية لإنشاء وتنمية الطرق، تبلغ سعة الطريق في الاتجاه الواحد ستة حارات مرورية مخصصة للسيارات وثلاثة حارات مرورية مخصصة للنقل الثقيل، وذلك حتى تقاطعه مع الطريق الدائري الإقليمي، ثم أربعة حارات للسيارات وحارتين للنقل حتى مدخل مدينة السويس.
يبدأ الطريق غربًا في نطاق محافظة القاهرة من التقاطع مع الطريق الدائري ويمتد شرقاً حتى مدخل مدينة السويس داخل نطاق محافظة السويس، يمر الطريق على عدة مدن رئيسية هي القاهرة الجديدة، مدينتي، الشروق، بدر، العاصمة الإدارية الجديدة، كما يتقاطع مع عدة طرق رئيسية هي الطريق الدائري (الأوسطي)، الطريق الدائري (الإقليمي)، ومحور 30 يونيو، وطريق نفق الشهيد أحمد حمدي، ويضم الطريق عدة معالم رئيسية أهمها مطار العاصمة الدولي، منطقة الهايكستب العسكرية، والعديد من مستودعات ومعامل تكرير البترول.